# Uwe-Jens Mey
Pour les articles homonymes, voir Mey (homonymie).
Uwe-Jens Mey, né le 13 décembre 1963 à Varsovie, est un patineur de vitesse est-allemand puis allemand.
Il a remporté pour la République démocratique allemande deux médailles aux Jeux olympiques d'hiver de 1988 (or sur 500 m et argent sur 1000 m) ainsi qu'une médaille d'or sur 500 m aux Jeux olympiques d'hiver de 1992 cette fois-ci sous les couleurs de l'Allemagne unifiée.